# Nicolas Guéguen
Pour les articles homonymes, voir Guéguen.
 (novembre 2015).
Nicolas Guéguen, né le 15 novembre 1964, est professeur de psychologie sociale - sciences cognitives à l'université de Bretagne Sud.

## Biographie
Nicolas Guéguen obtient un doctorat en psychologie sociale à l'université de Rennes 2 après un diplôme en génie informatique. Il a reçu son habilitation à diriger des recherches à l'université de Provence Aix-Marseille I. Nicolas Guéguen est professeur en psychologie sociale. Il est spécialiste des comportements humains et des interactions sociales. Son travail a été largement critiqué par d'autres scientifiques, qui soulignent des manquements à l'éthique, et un nombre important d'articles dont il est co-auteur ont été rétractés.

## Recherches
Ses recherches portent sur plusieurs sujets :
Les noms et prénoms, selon lui, « sont les éléments les plus intimement, durablement et précocement attachés à notre personne. Ils participent à la construction de notre identité ».
Sur un autre thème, il affirme que « la hauteur des talons portés par les femmes influence considérablement le comportement des hommes ». Selon lui, les hommes seraient bien plus enclins à aborder ou aider les femmes lorsque ces dernières portent de hauts talons. « Nous avons observé quatre fois que les hommes montraient plus facilement des interactions sociales avec une femme portant des talons hauts », a déclaré  Nicolas Guéguen. L'étude est publiée dans la revue Archives of sexual behavior. Cependant, cet article a depuis été retiré de la littérature scientifique.
Il a aussi fait des recherches sur les auto-stoppeuses (plusieurs articles désormais rétractés pour manquements à l'éthique), la drague (article maintenant rétracté), la relation entre l'alcool et la musique, déclarant « De précédentes recherches avaient démontré que la musique dont le rythme est élevé entraîne une consommation plus rapide, et que la présence ou non de musique a une incidence sur le temps qu'une personne passe dans un bar ».

## Soupçons de fraude scientifique
Le 28 novembre 2017, Ars Technica publie un article révélant les travaux des deux chercheurs Nick Brown et James Heathers qui enquêtent sur de possibles manipulations des données dans les travaux de Nicolas Guéguen.
Le 11 octobre 2019, Archives of Sexual Behavior, le journal qui avait originellement publié l'article sur le supposé avantage séductif apporté par le port de talons hauts chez les femmes, rétracte l'article original à la suite d'une enquête institutionnelle menée par l'Université de Bretagne-Sud qui conclut que l'article présentait de sérieuses faiblesses méthodologiques ainsi que des erreurs dans les analyses statistiques.
Le 8 octobre 2020, Psychology of Music, le journal qui avait originellement publié l'article sur le supposé avantage séductif apporté par le fait de porter une guitare, rétracte l'article original. Cette décision, prise unanimement par le comité de rédaction, fait suite à l'investigation qui conclut que les données rapportées ne sont pas fiables et que certaines précautions éthiques n'ont pas été respectées.
Le 21 mars 2023, The Journal of Social Psychology, le journal qui avait originellement publié l'article sur le lien supposé entre couleur des vêtements et attirance sexuelle, rétracte l'article original à la suite de la découverte d'importantes irrégularités dans les données communiquées par Nicolas Guéguen.
Le 25 février 2025, le journal Perceptual and Motor Skills rétracte 5 articles donc Nicolas Guéguen est co-auteur pour manquement à l'éthique : les éditeurs jugent peu probable que la méthodologie décrite ait été celle réellement utilisée, un comité d'éthique aurait dû donner son accord aux études, et les auteurs n'ont pas recueilli le consentement des participants.

## Publications
- Manuel de statistique pour psychologues, Dunod, 1998, 294 p. (ISBN 978-2-10-003698-1)
- Psychologie de la manipulation et de la soumission, Dunod, 2002, 300 p. (ISBN 978-2-10-005504-3)[17]

- 100 petites expériences psychologie consommateur, Dunod, 2005, 268 p. (ISBN 978-2-10-048963-3)
- Statistiques pour psychologues, Dunod, 2006 (ISBN 978-2-10-048974-9)
- 100 petites expériences psychologie de la séduction, Paris, Dunod, 2007, 244 p. (ISBN 978-2-10-050438-1)
- Méthodologie en psychologie, Paris, Dunod, 2007, 153 p. (ISBN 978-2-10-050550-0)
- 100 petites expériences en psychologie, Dunod, 2008 (ISBN 978-2-10-052312-2)
- Psychologie des prénoms : pour mieux comprendre comme ils influencent notre vie, Paris, Dunod, 2008, 264 p. (ISBN 978-2-10-051136-5)[18]
- Les Tests d'inférence en psychologie, Paris, Dunod, 2008, 153 p. (ISBN 978-2-10-051148-8)
- avec S. Ciccotti,, Hundepsychologie : Experimentelle Streifzüge in die Psychologie von Mensch und Tier, Spektrum Akademischer Verlag, 2011, 300 p. (ISBN 978-3-8274-2795-3)
- Psychologie du consommateur, Paris, Dunod, 2011, 292 p. (ISBN 978-2-10-055648-9)[19],[20]
- Pourquoi faut-il sourire quand on n'est pas beau? : Psychologie de la séduction, Paris, Dunod, 2011, 256 p. (ISBN 978-2-10-055660-1)
- Autorité et soumission, Paris, Dunod, 2011, 152 p. (ISBN 978-2-10-055047-0)
- 100 petites expériences de psychologie des prénoms pour mieux comprendre comment ils affectent votre vie, Dunod[4]
- Psychologie de la séduction, Dunod, 2014[21]